# Stumpf István
Stumpf István (Sárospatak, 1957. augusztus 5. –) Széchenyi-díjas magyar jogtudós, politológus, szociológus, egyetemi tanár, 1998–2002 között az első Orbán-kormány Miniszterelnöki Hivatalt vezető minisztere, 2010–2019 között alkotmánybíró. 2021 és 2022 között a felsőoktatási modellváltás koordinációjáért felelős kormánybiztos. 2024. március 4. óta a kormány Stratégiai Tanácsadó Testületének tagja.

## Élete
Az Eötvös Loránd Tudományegyetem Állam- és Jogtudományi Karán 1982-ben diplomázott, majd 1985-ben másoddiplomát szerzett az egyetem Bölcsésztudomány Karán, szociológia szakon. 1989 és 1990 között a Hazafias Népfront utolsó alelnöke (Mikola Istvánnal). 1996-ban a politikatudományok kandidátusa lett. 2008-ban habilitált az Eötvös Loránd Tudományegyetem Állam- és Jogtudományi Karán. A következő években tanulmányokat folytatott az Egyesült Államokban, German Mashall valamint (1992 és 1993) között IREX-ösztöndíjasként a Harvard Egyetemen (John F. Kennedy School of Government) és a George Washington Egyetemen, majd 1989-ben az Ealing College London EU Vezetőképzőjén tanult, majd a kilencvenes években további tanulmányokat folytatott az Egyesült Államokban, German Mashall valamint (1992 és 1993) között IREX-ösztöndíjasként a Harvard Egyetemen (John F. Kennedy School of Government) és a George Washington Egyetemen, majd, 1994-1995-ig a Case Project for Central and Eastern Europe, Cascade Center for Public Service, Institute for Public Policy and Management, Graduate School of Public Affairs washingtoni egyetemén.

### Tudományos karrierje
Jogi diplomájának megszerzése után átvették a kar állam- és jogelméleti tanszékére, ahol tanársegédként dolgozott. 1987-től az MSZMP KB Társadalomtudományi Intézetének (ma: MTA Politikatudományi Intézet) tudományos főmunkatársa. Emellett 1982-ben megalapítja majd 1988-ig igazgatja a ma Bibó István Szakkollégium nevet viselő Társadalomtudományi Szakkollégiumot. 1991-ben megalapítja a Századvég Politikai Iskolát, melynek vezetője két évtizeden keresztül (1991-1998, 2002-2010). A belőle megalakult Századvég Kutatóintézet alapító elnöke. Alapító szerkesztője a Századvég folyóiratnak, 1985 és 1988 között felelős kiadója, 1996-tól társszerzője.
1994-ben visszatér az ELTE ÁJK-ra, ahol a politológia tanszék adjunktusa, majd 1996-tól részfoglalkozású docense lett. 1996-ban védte meg a politikatudományok kandidátusi értekezését. 2008-ban habilitált az ELTE-n politikatudományokból. 2015 szeptemberétől a Széchenyi István Egyetem, Deák Ferenc Állam-és Jogtudományi Kara, valamint az ELTE Állam- és Jogtudományi Kar, Politikatudományi Intézetének egyetemi tanára. A Nemzeti Közszolgálati Egyetem Amerika Tanulmányok Kutatóközpont tudományos főmunkatársa. Jelenleg a Széchenyi István Egyetem Deák Ferenc Állam-és Jogtudományi Karának egyetemi tanára.
Kutatási területei a  társadalmi mozgalmak és politikai pártok, nómenklatúra, politikai elit kutatása, politikai szocializáció és választói magatartás vizsgálata, alkotmányos berendezkedés, közigazgatás és kormányzati politikák, az alkotmányos berendezkedéssel és állammal kapcsolatos elméletek, alapjogok (tulajdonhoz való jog, lelkiismereti és vallásszabadság) alkotmányos identitás.

## Közéleti tevékenysége
Tudományos pályája mellett a közéletben is aktívan vett részt: 1988-ban a Magyarországi Ifjúsági Szervezetek Országos Tanácsa (MISZOT) elnöke volt, amely tisztséget 1990-ig viselt, emellett 1989 és 1990 között a Hazafias Népfront egyik utolsó alelnöke. Tagja volt az MSZMP-nek, de a pártban nem töltött be vezető tisztséget.
1991-ben Göncz Árpád akkori köztársasági elnök ifjúságpolitikai tanácsadója lett, erről a tisztségről 1994-ben lemondott. Közben 1991 és 1992 között az Európa Tanács ifjúsági központ és alapítvány tanácsadó testületének tagja. 1995-től 2002-ig a Nonprofit Információs és Oktató Központ (NIOKÖ) Alapítvány kuratóriumának elnöke. Az 1998-as választások után az első Orbán-kormányban a Miniszterelnöki Hivatal vezetője lett, miniszteri rangban („kancelláriaminiszter”). 2000 és 2002 között ilyen minőségében a miniszterelnök helyettese volt.
2002-től 2010-ig a Századvég Alapítvány elnöke.
A 2010-ben megalakuló második Orbán-kormány idején, Orbán Viktor miniszterelnök tanácsadó testületének tagja, később tisztségéről lemondott, miután a kormányfő az Alkotmánybíróság tagjának jelölte és az Országgyűlés alkotmánybíróvá választotta. Jelölésénél, illetve megválasztásánál vita bontakozott ki arról, hogy a törvényi szabályozásnak megfelelt-e személye, mivel megválasztása idején nem volt egyetemi tanári beosztásban, nem volt az MTA doktora és kérdésesnek számított jogtudományi szakmai múltja is, mivel addig a politikatudomány területén tevékenykedett. Stumpf az Országgyűlés alkotmányügyi bizottság előtti meghallgatása során kijelentette, hogy személye megfelel a törvény betűjének és szellemének. Alkotmánybírói mandátuma 2019. július 22-én lejárt, miután nem jelölték újra.
2021. január 29-én jelentette be Orbán Viktor miniszterelnök, hogy – február 1. napjától két évre – kormánybiztossá nevezi ki, feladata a felsőoktatási modellváltással és az új fenntartói modell működésével kapcsolatos kormányzati feladatok koordinációja. Kinevezése 2022-ben a kormány megbízatásának megszűnésével egyidejűleg véget ért.
2021-től 2023-ig a Tokaj-Hegyalja Egyetemet fenntartó Tokaj-Hegyalja Egyetemért Alapítvány kuratóriumi elnökéként tevékenykedett.

## Családja
Nős. Felesége bíró, az 1990-es Dunagate-botrány miatt lemondani kényszerült Horváth István belügyminiszter lánya. Házasságukból három leánygyermek és egy fiúgyermek született. Testvérei: Stumpf János (1961) ügyvéd és Stumpf Krisztina (1967). Egyik leánya, Stumpf Anna, az amerikai Hungary Alapítvány ügyvezető igazgatója, 2009-ben Marion Smith amerikai konzervatív republikánus aktivistához ment feleségül.

## Főbb publikációi
- How to be a democrat in a post-communist society? Selected studies presented for discussion at the international conference in Balatonföldvár, 7-9. November 1991; szerk. Stumpf István, Békés Zoltán; Institute for Political Sciences HAS–Hungarian Center for Political Education, Bp., 1991 (Hungarian studies on political socialization and political education)
- Rendszerváltozás és ifjúság; szerk. Gazsó Ferenc, Stumpf István; MTA Politikai Tudományok Intézete, Bp., 1992 (angolul is)
- State and citizen. Studies on political socialization in post-communist Eastern Europe; szerk. Csepeli György, Kéri László, Stumpf István; Institute for Political Science, Bp., 1993 (Hungarian studies on political socialization and political education)
- Állam és polgár (társszerk., 1992)
- Pártosodás és választások (1992)
- Parlamenti választások, 1994; szerk. Gábor Luca, Levendel Ádám, Stumpf István; Osiris-Századvég, Bp., 1994
- Vesztesek. Ifjúság az ezredfordulón; szerk. Gazsó Ferenc, Stumpf István; Ezredforduló Alapítvány, Bp., 1995
- Két választás között; szerk. Stumpf István; Századvég, Bp., 1997 (Századvég választási kötetek)
- Bozóki András–Javorniczky István–Stumpf István: Magyar politikusok arcképcsarnoka; Századvég, Bp., 1998
- Ígéretek sodrásában. A Medgyessy-kormány első éve; szerk. Gazsó Tibor, Giró-Szász András, Stumpf István; Századvég, Bp., 2003
- Elzálogosított jövő. A Medgyessy-kormány második éve; szerk. Gazsó Tibor, Giró-Szász András, Stumpf István; Századvég, Bp., 2004
- A jóléti rendszerváltás csődje. A Gyurcsány-kormány első éve; szerk. Gazsó Tibor, Stumpf István; Századvég, Bp., 2005
- "Az Országház kapujában"; Századvég, Bp., 2007
- Őszöd árnyékában. A 2. Gyurcsány-kormány első éve; szerk. Gazsó Tibor, G. Fodor Gábor, Stumpf István; Századvég, Bp., 2007
- Végjáték. A 2. Gyurcsány-kormány második éve; szerk. G. Fodor Gábor, Stumpf István; Századvég, Bp., 2008
- (V)álságkormányzás. A 2. Gyurcsány-kormány harmadik éve; szerk. G. Fodor Gábor, Stumpf István; Századvég, Bp., 2009
- Hazá®djáték. A szocialista-liberális kormányzás nyolc éve; szerk. G. Fodor Gábor, Kern Tamás, Stumpf István; Századvég, Bp., 2010
- Erős állam – alkotmányos korlátok; Századvég, Bp., 2014
- Why we Need a Strong but Constitutionally Limited State?: Paradigm of Good Government; In: Polonca Kovac, Gyorgy Gajduschek (szerk.) Contemporary Governance Models and Practices in Central and Eastern Europetern Europe (2015)
- A kormány alkotmányos jogállása (2015)
- Reinventing Government and the Separation of Powers (2016)
- The Hungarian Consitutional Court's Place in the Constitutional System of Hungary (2017)
- Reinventing Government Constitutionak Changes in Hungary (2017)
- Különvéleményen a jogállamért! Stumpf István alkotmánybíró különvéleményei, 2010–2017; szerk. Smuk Péter, határozatgyűjt. Hancz Patrik; Gondolat, Bp.–Győr, 2017
- Alkotmányos hatalomgyakorlás és alkotmányos identitás; Gondolat, Bp., 2020
- Az Országgyűlés és az Alkotmánybíróság viszonyának változásai 2010-től-bírói aktivizmus, parlamenti szupremácia, alkotmányos identitás. PARLAMENTI SZEMLE 2019/1 5-30,25 p.
- Reinventing Government: Constitutional Changes in Hungary Budapest, Gondolat (2017) 214 p.
- Separation of powers and the politics of constitutional reforms, including judicial independence CONSTITUTIONAL LAW REVIEW 2017: 11 pp. 3-23., 21 p. (2017)
- The Hungarian Consitutional Court's Place in the Constitutional System of Hungary
- POLGÁRI SZEMLE: GAZDASÁGI ÉS TÁRSADALMI FOLYÓIRAT 13: Special issue pp. 239-258. , 20 p. (2017)
- Reinventing Government and the Separation of Powers HUNGARIAN JOURNAL OF LEGAL STUDIES 57: 1 pp. 42-58. , 17 p. (2016)
- Nemzeti identitás az Alaptörvényben. In: Menyhárd, Attila; Varga, István (szerk.) 350 éves az Eötvös Loránd Tudományegyetem Állam- és Jogtudományi Kara 2. kötet: A jubileumi év konferenciasorozatának tanulmányai Budapest, ELTE Eötvös Kiadó, (2018) pp. 1121-1129, 9 p.
- A magyar és az angolszász parlamentek közös hagyományai és távlatai In: Módos, Mátyás (szerk.) A házszabályon túl: előadások a parlamenti jog aktuális kérdéseiről. 2. köt. Budapest, Országgyűlés Hivatala, (2018) pp. 205-210., 6 p.
- A tulajdonhoz való jog állam általi korlátozásának határai: Az Alkotmánybíróság döntéseinek elemzése In: Lapsánszky, András; Smuk, Péter; Szigeti, Péter (szerk.) Köz/érdek: Elméleti és szakjogi megoldások egy klasszikus problémára Budapest, Gondolat, (2017) pp. 379-391. , 13 p.
- Paradigm Shift in Constitutionalism. Budapest, Gondolat Kiadó, 2022.

## Díjai
- Sátoraljaújhely, Sárospatak és Hercegkút díszpolgára
- Harkály Díj, a Bibó István Szakkollégium közösségi díja (2013)
- Mestertanár Aranyérem (2017)
- Bibó István-díj, a Magyar Politikatudományi Társaság díja (2019)
- A Magyar Érdemrend középkeresztje a csillaggal (2019)
- Deák Ferenc-díj (2019)[11]
- Széchenyi-díj (2025)